# Бліда
Бліда (араб. البليدة) — місто адміністративний центр провінції Бліда, Алжир. Населення — 264 598 осіб (2005). Розташоване приблизно за 45 км на південний захід від столиці країни — міста Алжир. Назва Бліда походить від арабського слова «белда» — місто.